# Conacul lui Zamfirache Ralli
Conacul lui Zamfirache Ralli este o fostă reședință boierească de la începutul secolului al XIX-lea, construită de bogatul boier grec Zamfirache Ralli, în satul Dolna, gubernia Basarabia (în prezent raionul Strășeni, Republica Moldova). Locul a devenit mai cu seamă cunoscut datorită faptului că a fost vizitat   adeseori de cunoscutul poet rus Aleksandr Pușkin, exilat între 1821 și 1823 la Chișinău.

## Istorie

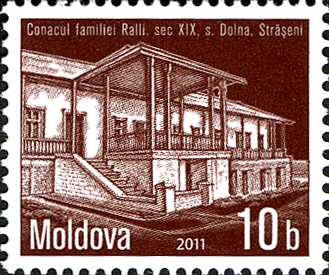
Conacul familiei Ralii ilustrat pe un timbru poștal din Republica Moldova

Familia Ralli, o familie de boieri de origine greacă, veniți în Moldova încă din secolul XVIII, construiesc conacul la începutul sec. XIX.
Cinci sate din împrejurimi aparțineau boierului, iar casa din Dolna era de fapt o casă de vacanță. Boierul Zamfirache Ralli avea o familie numeroasă, cinci băieți și trei fete care în timpul anului locuiau în Chișinău, doar vacanțele le petreceau în Dolna, la conac. Aici, vara, organizau baluri și petreceri cu lăutari și țigani.
În 1820 Pușkin l-a întâlnit pe Ion Ralli în Chișinău, feciorul lui Zamfirache, s-au împrietenit, iar vara următoare l-a dus pe poet la conacul tatălui său. În Codrul din apropiere Dolnei sunt situate locurile „Izvorul Zamfirei” și „Poiana Zamfira”, acolo Pușkin a întâlnit șatra de țigani și pe frumoasa Zamfira, le-a urmărit tradițiile și obiceiurile timp de 2 luni de vară, ca mai apoi să creeze poemul Țiganii.
După primul război mondial conacul a rămas satului. Aici a funcționat o bibliotecă, apoi școala muzicală. Moșia a fost deținută în prima jumătate a secolului al XX-lea de Zamfir Ralli-Arbore, după ocuparea Basarabiei de către URSS a fost naționalizată și deschisă publicului în ziua de naștere a lui Pușkin, la 6 iunie 1949. Abia în anii '70 a devenit o filială a casei-muzeu „Aleksandr Pușkin” din Chișinău. La sfârșitul perioadei sovietice atrage până la 150 de mii de turiști anul, pentru primirea tuturor fiind desfășurat un orășel de corturi.
După prăbușirea URSS, moșia a fost închisă pentru reconstrucție, și, de fapt abandonată. În 2002, la inițiativa Președintelui Republicii Moldova și cu sprijinul financiar al companiei Lukoil, conacul a fost reparat.
În jurul conacului se întinde un parc, fiind instalat și un monument poetului rus.

## Galerie

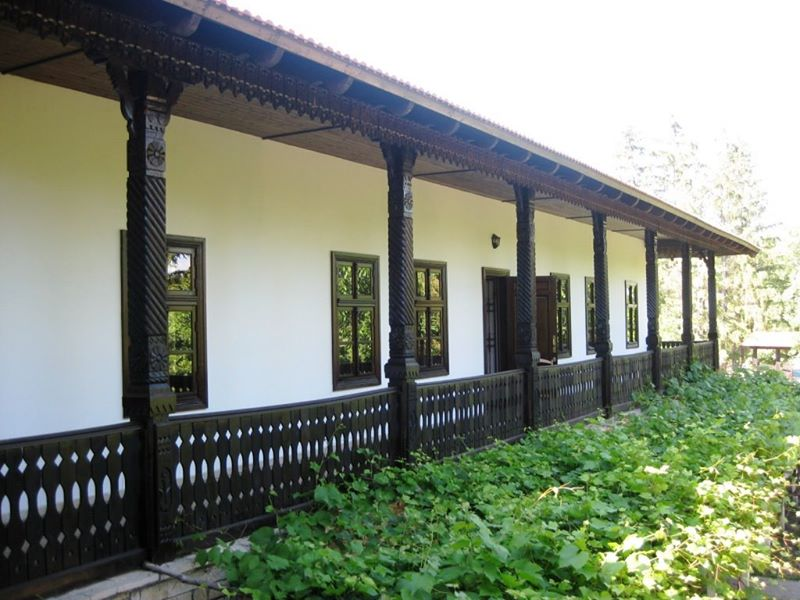
Fațada
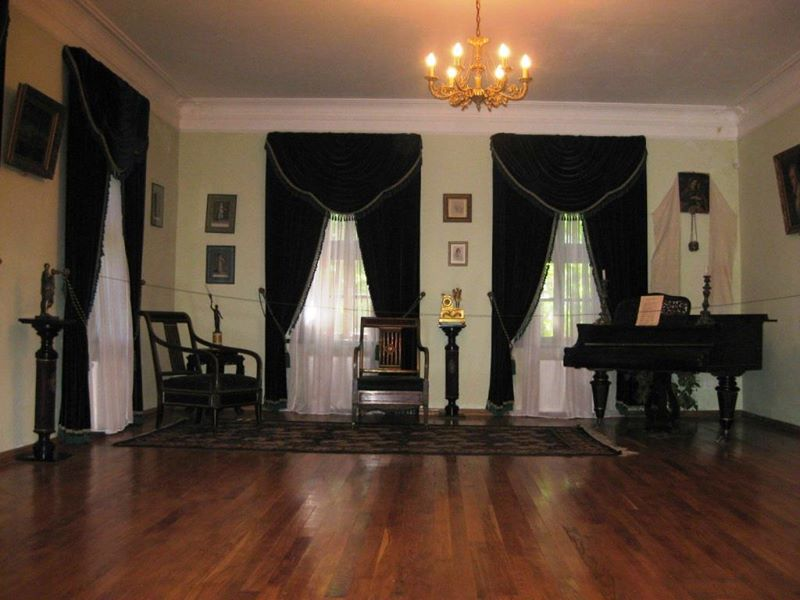
În interior
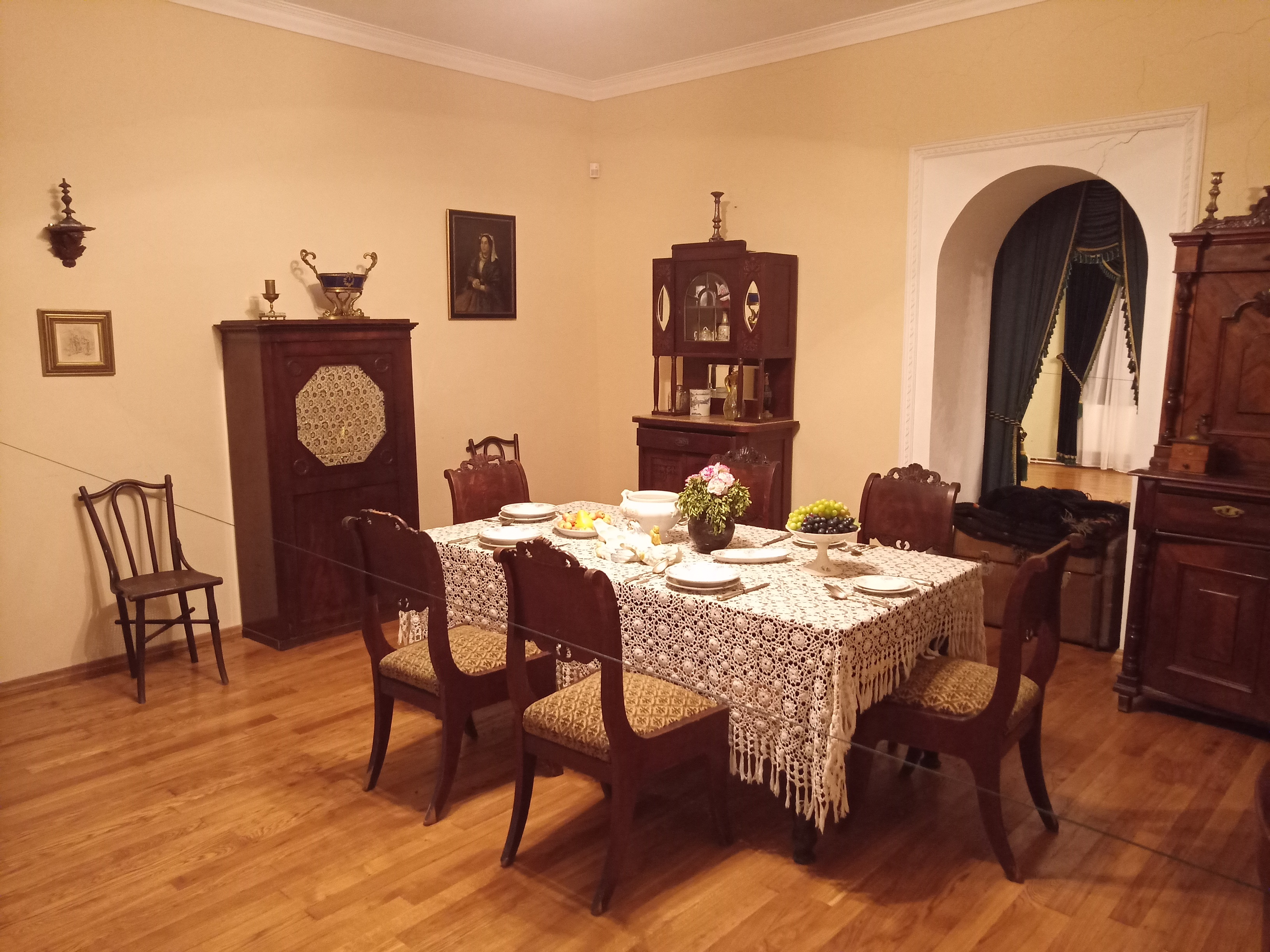
Sufrageria
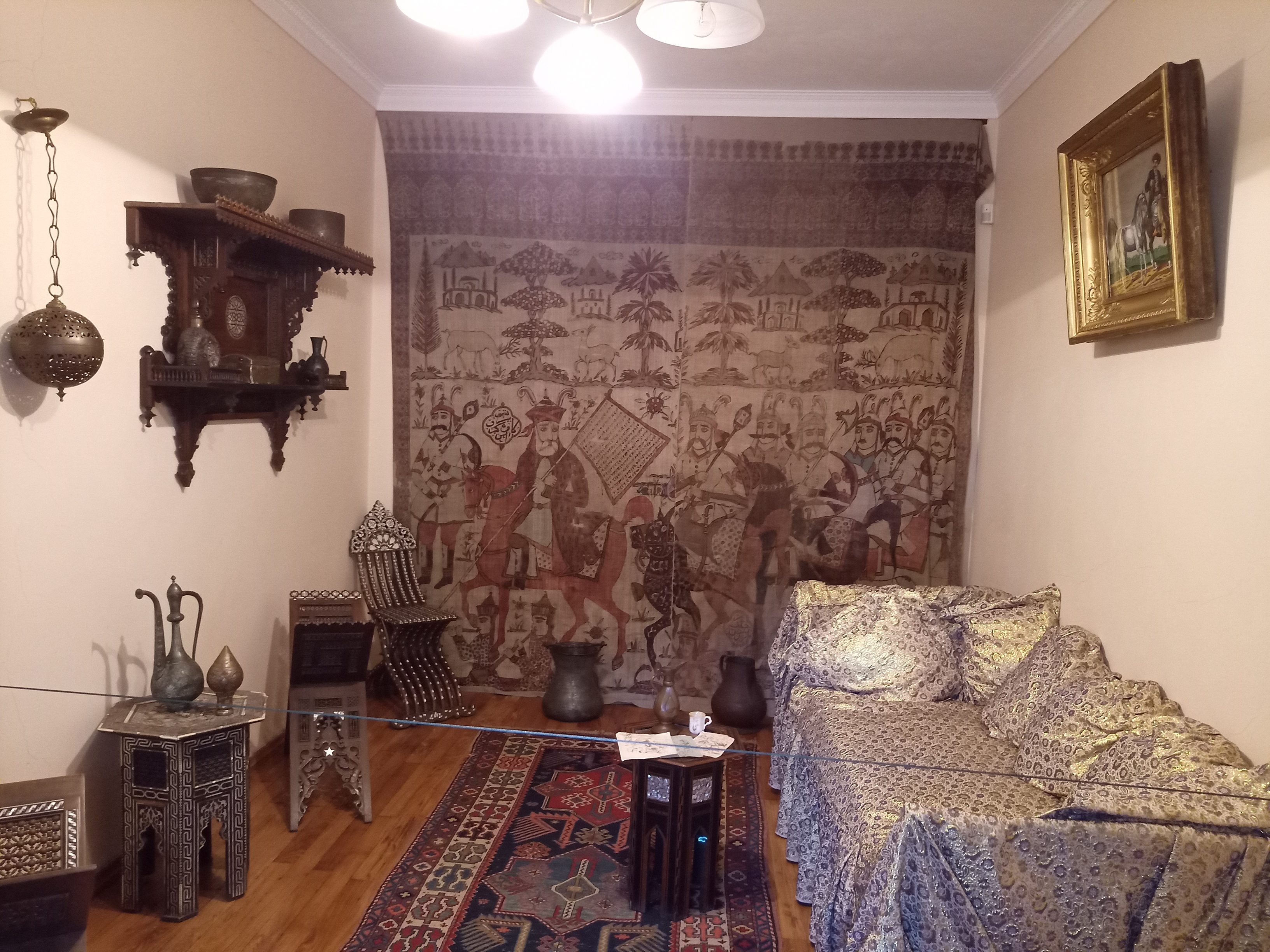
Camera pentru oaspeți turci
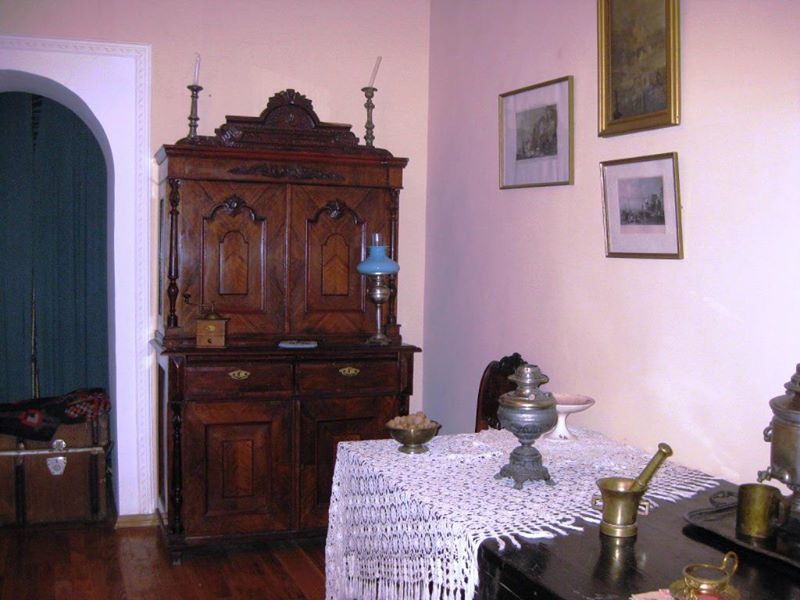
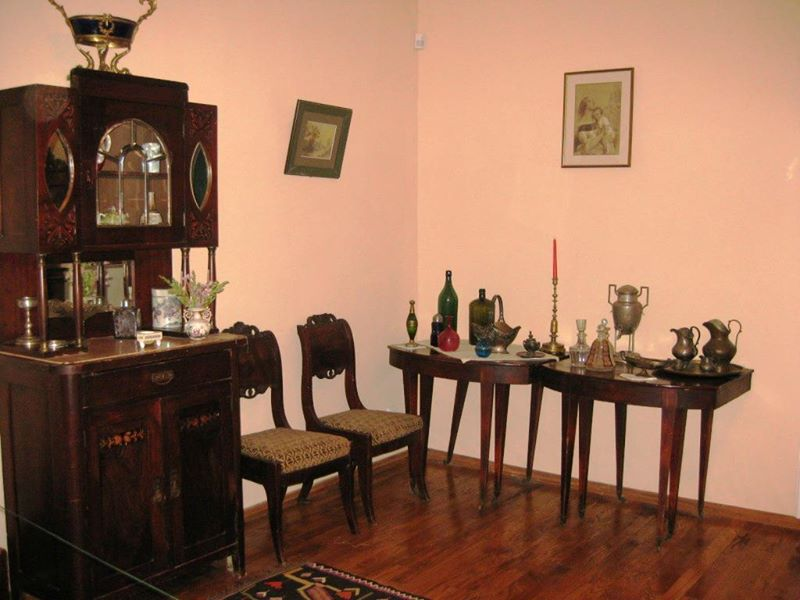
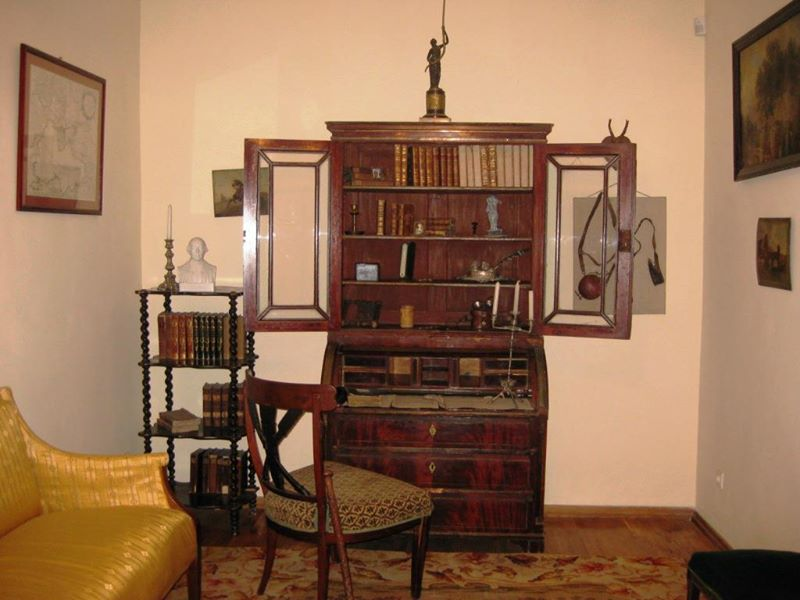
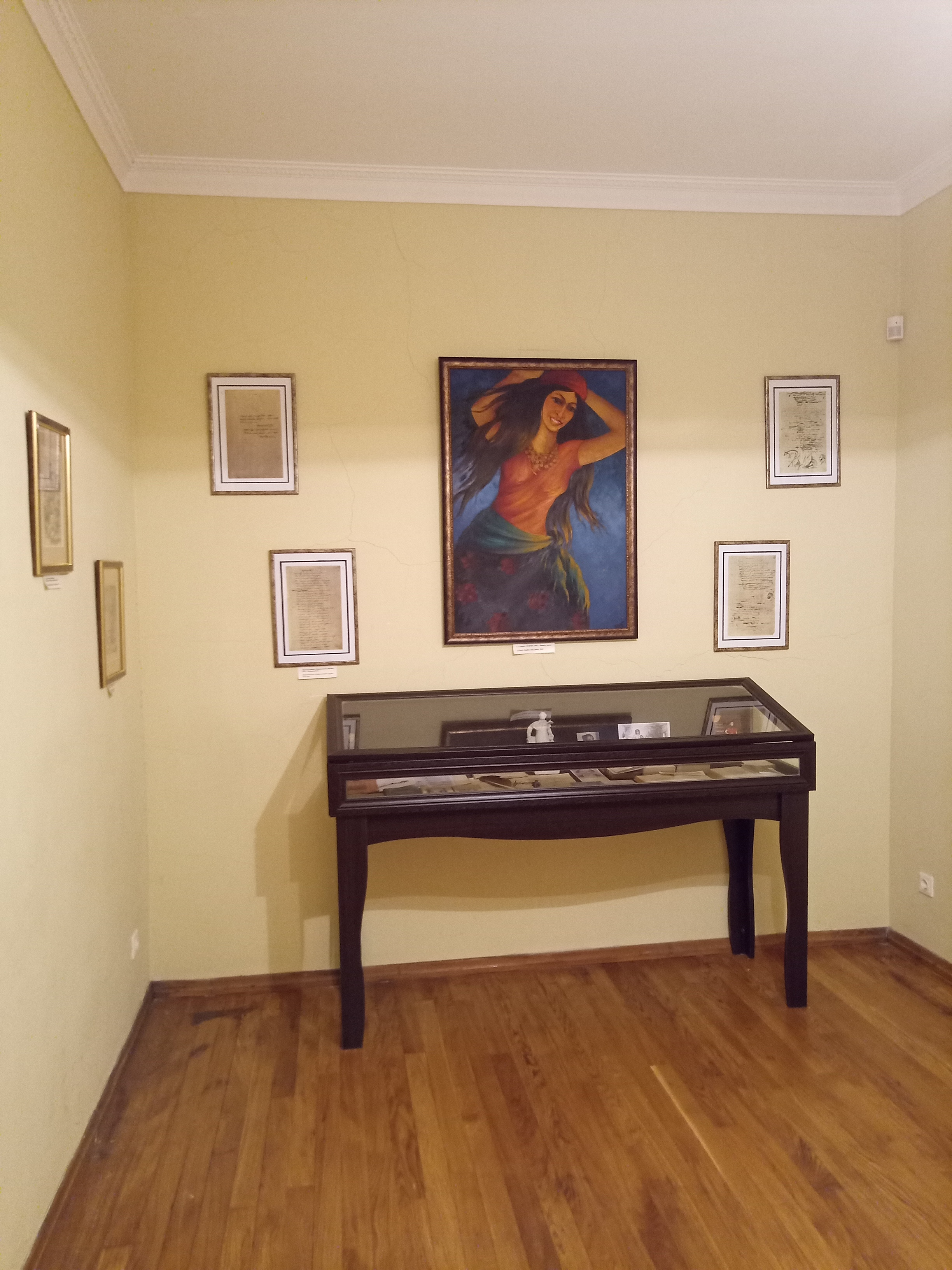

## Vezi și
- Lista conacelor din Republica Moldova
- Zamfir C. Arbore, nepotul lui Zamfirache Ralli

## Legături externe
- O zi la conacul familiei Ralli-Arbore din Dolna (Foto) Arhivat în 30 ianuarie 2015, la Wayback Machine. (pentruea.md)
- Conacul în imagini (bigpicture.md) Arhivat în 29 ianuarie 2015, la Wayback Machine.
- Пушкин А. С. ru  Poemul „Țiganii” Arhivat în 13 ianuarie 2016, la Wayback Machine.
- М. Г. Хазин. Пушкин в Долне (путеводитель). Кишинёв: Тимпул, 1989 г.
- З. Ралли-Арборе. Из семейных воспоминаний об А. С. Пушкине. Минувшие годы, 1908, № 7.
- Б. А. Трубецкой. Пушкин в Молдавии. Кишинев, 1990 г.